# 100 kilometer (atletiek)
De 100 km is een hardloopafstand, die sinds 2003 door World Athletics wordt erkend als officiële atletiekafstand. Hierdoor is het tegelijkertijd het langste officiële atletieknummer. Voor 2003 was dit de 50 km snelwandelen. Doordat de afstand langer is dan de marathon, valt zij in de categorie ultraloop.
In Nederland is de bekendste wedstrijd over 100 km de Run Winschoten, die sinds 1976 jaarlijks op de tweede zaterdag van september wordt gehouden. Deze loop organiseert het Nederlands kampioenschap en deed ook een aantal maal dienst als Europees kampioenschap. In België is De Nacht van Vlaanderen de bekendste 100km-loop.

## Nederlands kampioenschap
| Datum             | Plaats     | Ned. kampioen         | Tijd    | Ned. kampioene         | Tijd     |
| ----------------- | ---------- | --------------------- | ------- | ---------------------- | -------- |
| 14 september 2024 | Winschoten | Leendert van der Lugt | 6:39.23 | Hinke Schokker         | 7:32.05  |
| 11 september 2023 | Winschoten | Tjeerd Popkema        | 7:55.35 | Sameena van der Mijden | 8:05.00  |
| 10 september 2022 | Winschoten | Timothy Wolvetang     | 7:27.19 | Hinke Schokker         | 7:44.25  |
| 11 september 2021 | Winschoten | Piet Wiersma          | 6:49.47 | Hinke Schokker         | 8:13.24  |
| 14 september 2019 | Winschoten | Pascal van Norden     | 7:13.55 | Hinke Schokker         | 7:34.04  |
| 8 september 2018  | Winschoten | Cees van der Land     | 7:54.30 | Sameena van der Mijden | 8:47.50  |
| 9 september 2017  | Winschoten | Pascal van Norden     | 6:55.10 | Leonie Ton             | 8:15.17  |
| 10 september 2016 | Winschoten | Pascal van Norden     | 7:06.30 | Leonie Ton             | 8:22.46  |
| 12 september 2015 | Winschoten | Pascal van Norden     | 6:58.07 | Arenda Scherpenkate    | 8:57.58  |
| 13 september 2014 | Winschoten | Bram van Rijswijk     | 7:27.29 | Yvonne Rosenkamp       | 10:05.34 |
| 14 september 2013 | Winschoten | Dave Boone            | 7:55.55 | Esther Devilee         | 10:32.33 |
| 8 september 2012  | Winschoten | Rombout Breedveld     | 8:06.19 | geen                   |          |
| 10 september 2011 | Winschoten | Martin Ketellapper    | 7:26.45 | Jolanda Linschooten    | 9:37.03  |
| 11 september 2010 | Winschoten | Martin Ketellapper    | 7:41.11 | Léonie van den Haak    | 9:29.52  |
| 12 september 2009 | Winschoten | Martin Ketellapper    | 7:32.35 | geen                   |          |
| 13 september 2008 | Winschoten | Jan-Albert Lantink    | 7:10.08 | Ida Boone              | 8:36.10  |
| 8 september 2007  | Winschoten | Majet Spoelder        | 7:29.33 | Ida Boone              | 9:25.32  |
| 16 september 2006 | Winschoten | Veron Lust            | 7:58.00 | Ida Verduin            | 8:57.00  |
| 10 september 2005 | Winschoten | Veron Lust            | 7:50.02 | Karin van Eck          | 10:04.49 |
| 12 september 2004 | Winschoten | Veron Lust            | 7:30.00 | Joke Keuning           | 9:22.23  |
| 13 september 2003 | Winschoten | Veron Lust            | 7:30.43 | Janneke Cazemier       | 11:05.24 |
| 20 oktober 2002   | Stein      | Veron Lust            | 7:45.39 | Ria Buiten             | 9:15.33  |

## Internationale wedstrijden
| Naam                      | Plaats                | Land             |
| ------------------------- | --------------------- | ---------------- |
| Bieler Lauftage           | Biel                  | Zwitserland      |
| Suomi-juoksu              | Perniö                | Finland          |
| Millau                    | Millau                | Frankrijk        |
| Del Passatore             | Faenza                | Italië           |
| Steenwerck                | Steenwerck            | Frankrijk        |
| Lake Waramaug             | New Preston           | Verenigde Staten |
| Run Winschoten            | Winschoten            | Nederland        |
| Belvès                    | Belvès                | Frankrijk        |
| Odessa Spring             | Odessa                | Oekraïne         |
| Kienbaum-Grünheide        | Berlijn               | Duitsland        |
| Nacht van Vlaanderen      | Torhout               | België           |
| Ultraweekend Maasmechelen | Maasmechelen          | België           |
| Saddle Road               | Hilo => Kamuela       | Verenigde Staten |
| Santander                 | Santa Cruz de Bezana  | Spanje           |
| Torino-Saint Vincent      | Saint Vincent         | Italië           |
| Edmund Fitzgerald         | Duluth                | Verenigde Staten |
| Migennes                  | Migennes              | Frankrijk        |
| Kalisia                   | Kalisz                | Polen            |
| Lake Saroma               | Tokoro => Yubetsu     | Japan            |
| Pedestres Villa Madrid    | Madrid                | Spanje           |
| Ruth Anderson             | San Francisco         | Verenigde Staten |
| Vendée                    | Chavagnes en Paillers | Frankrijk        |
| Bay to Bay                | Port Elizabeth        | Zuid-Afrika      |